# Fructidor

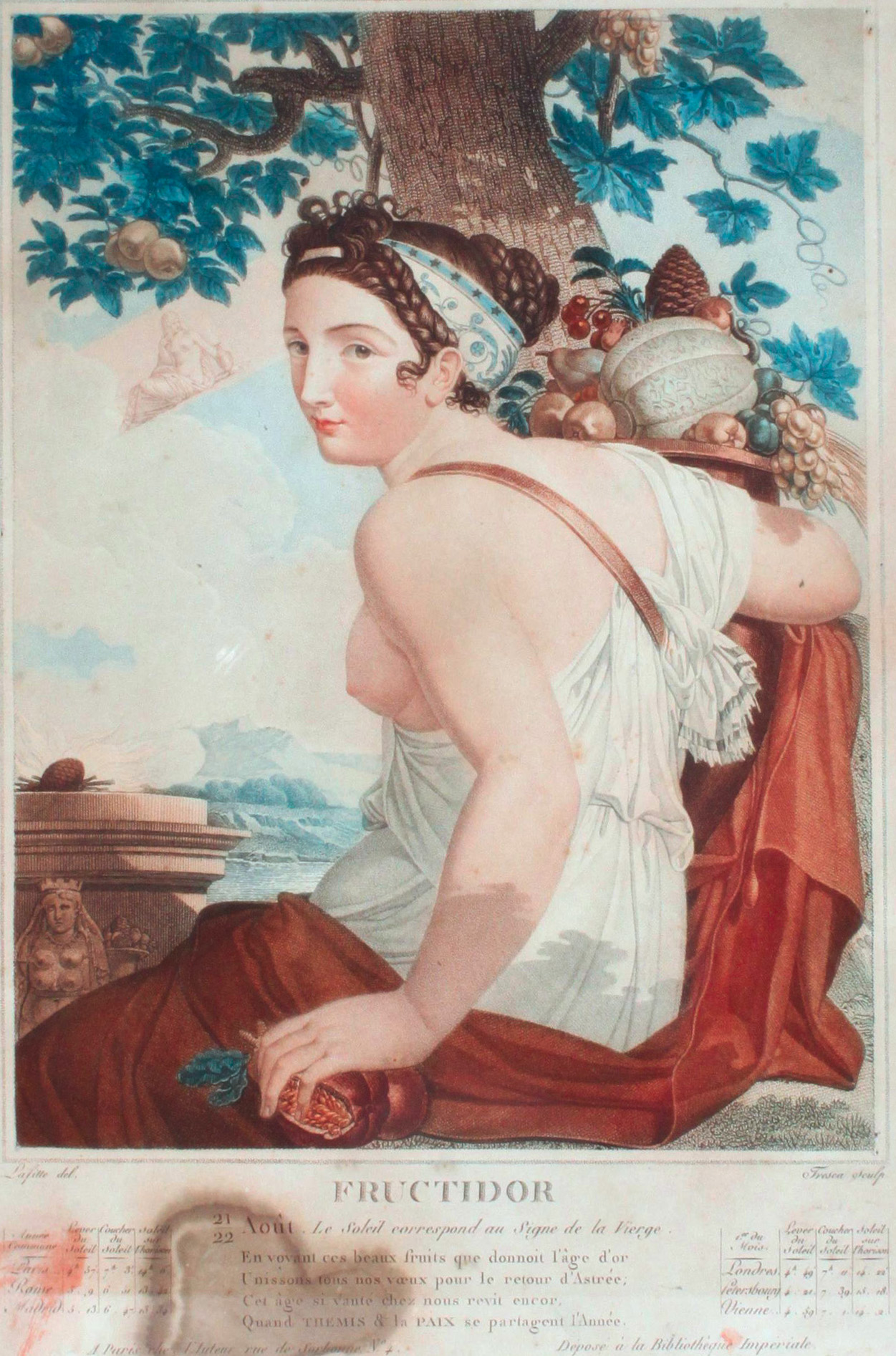
Alegoría de fructidor, de Louis Lafitte.

Fructidor (en francés Fructidor) es el nombre del duodécimo y último mes del calendario republicano francés, el tercero de la estación veraniega, que dura desde el 18 o 19 de agosto hasta el 21, 22 o 23 de septiembre, según el año. Coincide aproximadamente con el paso aparente del Sol por la constelación zodiacal de Virgo.

## 18 de Fructidor
El 18 de Fructidor por antonomasia es la fecha del golpe de Estado que tuvo lugar el 18 de fructidor del año V (4 de septiembre de 1797).
- Datos: Q837284